# Magnetospirillum
Magnetospirillum (лат.) — род грамотрицательных, микроаэрофильных магнеточувствительных бактерий, которые впервые были выделены из прудовой воды микробиологом Р. П. Блэйкмором в 1975 году. Они характеризуются спиральной или винтообразной формой, а также способностью двигаться при помощи полярных жгутиков на каждом из концов клетки.

## Среда обитания и строение
Типичное местообитание Magnetospirillum — мелкие чистые водоёмы и донные осаждения с низким содержанием кислорода, необходимым ему для роста. Поэтому он обитает в верхней части осаждений с предпочтительной для него концентрацией кислорода около 1—3 %.
Вероятно, наиболее специфическое свойство Magnetospirillum — способность принимать определённое положение относительно магнитного поля Земли, то есть магнитотаксис. Это достигается за счёт присутствия в цитоплазме бактерии специальных органелл — магнетосом. Magnetospirillum также способен к аэротаксису, благодаря чему постоянно остаётся в среде с подходящей концентрацией O2. Когда бактерия усваивает железо, её белки взаимодействуют с ним, формируя крошечные кристаллики магнетита, самого сильного ферромагнетика среди минералов Земли.

## Применение
Магнетотактические бактерии являются природными компасами, которые ориентируются вдоль направления магнитного поля Земли. Благодаря тому, что они реагируют на слабые поля напряженностью порядка 0,5 эрстед, они используются в скоростных высокочувствительных методах визуализации доменной структуры магнетиков (например, для проверки трансформаторной стали). При помещении магнетотактических бактерий на магнитную поверхность они за несколько секунд перемещаются вдоль силовых линий к полюсам и скапливаются около них. Методы с применением магнетотактических бактерий дают лучший контраст, чем классический метод Биттера или контраст стенок. Естественное ограничение их разрешения — размер бактерии: порядка одного микрометра.